# Paul W. Limbach
Paul W. Limbach (* 14. September 1933 in Bonn; † Frühjahr 2012) war ein investigativer Journalist, der als Redakteur bei den Zeitschriften Quick und Focus arbeitete. Er verstarb nach kurzer Krankheit im Frühjahr 2012.

## Werdegang
Paul W. Limbach war katholisch, ledig und absolvierte die Akademie für Publizistik in Aachen. Von 1959 bis 1963 war er Korrespondent der Revue in Bonn. Von 1963 bis zur Einstellung 1992 leitete er die Redaktion der Quick in Bonn. Nach dem gescheiterten Misstrauensvotum gegen Willy Brandt am 27. April 1972 offenbarte sich Julius Steiner gegenüber Limbach, was zum entsprechenden parlamentarischen Untersuchungsausschuss führte. Ab 1992 war er diplomatischer Korrespondent des Playboy. Von 1987 bis 1992 war er Korrespondent des Esquire. Von 1992 bis 2004 war er Verlagsbeauftragter der Bauer Media Group. Die Steuerfahndung fand am 14. Juli 1972 in Limbachs Wohnung Fotokopien geheimer Regierungsakten, von Schriftstücken des Bundesnachrichtendienstes und des Bundeskriminalamtes. 1987 wurde er mit dem Bundesverdienstkreuz am Bande, 1992 mit dem Bundesverdienstkreuz erster Klasse und am 29. Juli 2010 mit dem Bayerischen Verdienstorden dekoriert. Paul Limbach hatte von ehemaligen Mitarbeitern des Ministeriums für Staatssicherheit Abhörprotokolle der HA III (Funkaufklärung) erworben, welche die Bundesanwaltschaft 2000 beschlagnahmte.